# Kunín (zámek)
Kunín (německy Kunwald) je barokní zámek z let 1726–1734, který stojí ve stejnojmenné obci v okrese Nový Jičín v Moravskoslezském kraji. Je dílem významného architekta Johanna Lucase von Hildebrandt a pro podobnost s jinou jeho stavbou někdy bývá nazýván "malý moravský Mirabell". Je chráněn jako kulturní památka České republiky.

## Architektura a interiéry
Kunínský zámek je dvoupatrová budova obdélníkového půdorysu s mansardovou střechou. Byl postaven v barokním slohu podle návrhu architekta Johanna Lucase von Hildebranda, přestavbou starší jednopatrové budovy. Hlavní průčelí členěné pilastry je obráceno do parku a zvýrazněno atikou s balustrádou a sochami. Barokně vykrojený štít nese znaky Harrachů a Lichtenštejnů, stavebníků zámku. Krytá dřevěná chodba spojuje druhé patro zámku s vedle stojícím kostelem Povýšení svatého Kříže (původně zámeckou kaplí z roku 1758).
Místnosti v přízemí a v prvním patře mají valenou klenbu s lunetami, ve druhém patře se nachází reprezentační sál. Patra spojuje monumentální schodiště s balustrádou. Zámek je vybaven unikátním komínovým systémem.
Zámecký park, který od svého založení prošel mnoha přeměnami a ve 2. polovině 20. století téměř zpustl, byl po roce 2000 revitalizován do podoby anglického parku z doby přelomu 19. a 20. století. Nachází se zde také replika dřevěné kuželny.

## Historie

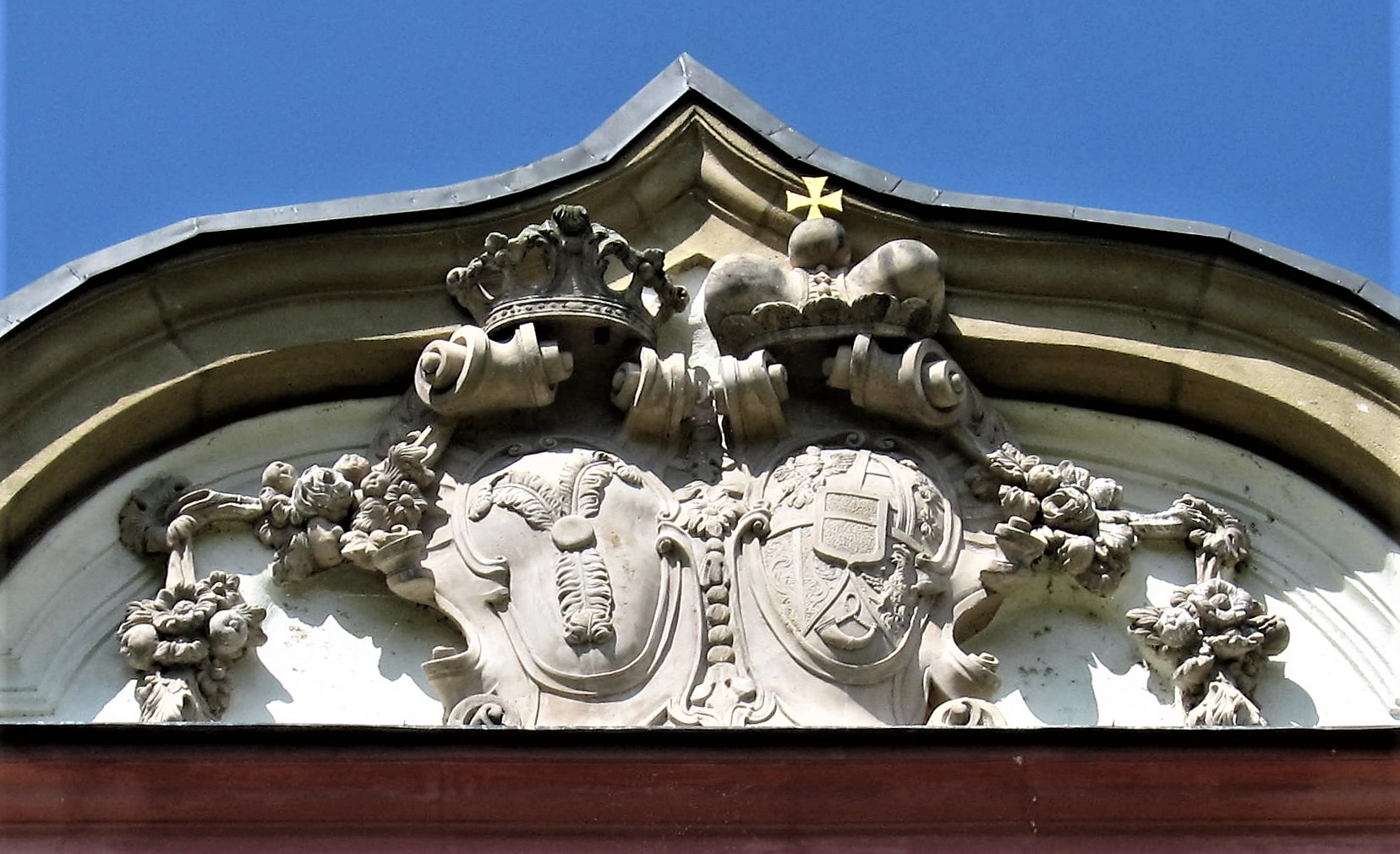
Erby zakladatelů zámku

Zámek si nechali přestavět z původní tvrze či menšího zámečku Bedřich August z Harrachu-Rohrau a jeho manželka Eleonora z Lichtenštejna. Neměl sloužit jako rezidence, ale k odpočinku pro členy rodu. 

### Marie Walburga

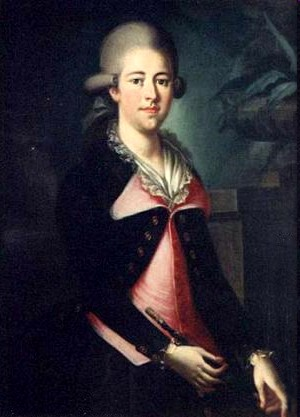
Marie Walburga

Nejvýznamnější majitelkou zámku byla jejich vnučka Marie Walburga hraběnky z Waldburg-Zeilu. Již v mládí jí zemřely tři malé děti, rozpadlo se jí manželství a poslední syn byl otcem odvezen do dalekého Švábska a zahynul ve věku 18 let. Do života nešťastné ženy vstoupili brněnští svobodní zednáři a tajní ilumináti, kteří hraběnku získali pro myšlenky filantropie. Hraběnka na zámku založila, po vzoru Německa, vzdělávací a výchovný ústav – filantropinum, který se stal ohniskem vzdělávání v této části Moravy. V ústavu panoval mimořádný duch tolerance – společně zde studovaly děti všech sociálních tříd: děti poddaných, sirotkové, děti měšťanů, úředníků, ale i šlechticů, katolíci, evangelíci, židé, chlapci i děvčata ve věku od 5 do 15 let, Češi i Němci. Základy vzdělání zde získal také rodák z nedalekých Hodslavic, František Palacký. Později napsal, že léta strávená na zámecké škole byl „krásný jarní čas života mého“. Výuka na zámecké škole byla velmi přísná. Začínala v pět hodin ráno a končila v 19 hodin večer. Učilo se od pondělí do soboty všem předmětům: matematice, přírodním vědám, jazykům, historii, vlastivědě, hudbě, kreslení, poprvé byla na Moravě zavedena do vyučování gymnastika. Výuka probíhala často v přírodě, byly podnikány výlety na Helfštýn, Radhošť či Lysou Horu. Zde děti přespávaly pod širým nebem a učily se poznávat okolní přírodu a krajinu. Byla zde uplatňována pravidla dietetiky: zdravá výživa, otužování. Na svém panství provedla hraběnka první veřejné očkování dětí na Moravě. Snažila se učinit lid ve svém okolí šťastný. Antropologický průzkum ostatků hraběnky ukázal, že trpěla Pagetovou chorobou. Posledních deset let života byla hraběnka nehybná na dolní končetiny, byl pro ni vyroben velký proutěný koš, ve kterém byla přenášena.

### Další majitelé
V závěru svého života se hraběnka upnula na syna svého tajemníka Friedricha Emila Schindlera. Vychovala jej jako svého nástupce, adoptovala ho a odkázala mu kunínský zámek. Emil Schindler pokračoval ve stopách své příznivkyně, věnoval se lidumilství. Na místě hrobu hraběnky nechal postavit pro svou rodinu empírovou hrobku ve stylu otevřené sloupové síně. Tři roky po jeho smrti v roce 1870 prodaly jeho děti zámek a rodina se odstěhovala do dalekých Korutan.
Novým majitelem zámku se stala lankrabata z Fürstenberga z rakouské terciogenitury rodu. Pro lankraběte Ernsta Egona Fürstenberga zámek koupil jeho bratr, olomoucký arcibiskup a kardinál Bedřich Fürstenberg. Zámek sloužil jako letní sídlo členů rodiny, která přes zimu pobývala ve Vídni. Ernst Egon byl znamenitým národohospodářem. Jako první člen rodu uzavřel morganatický sňatek s příslušnicí občanského rodu. Ještě před sňatkem se narodil také jeho syn Josef Friedrich Fürstenberg, zvaný Fritz. Ten obdržel jméno lankraběte z Fürstenberga až po dodatečném uzavření manželství rodičů, v rodině však nikdy nebyl považován za rovnoprávného rodem. Fritz, který měl zalíbení pro koně, patřil mezi nejlepší závodní jezdce v rakouské armádě, koně se mu staly ale osudnými. Pro dluhy musel zámek roku 1895 odprodat. Krátce poté se oženil s dcerou podkováře v Kateřinkách u Opavy Marií Sdražilovou. Ta svého manžela přežila o mnoho let a zemřela u svých příbuzných na Opavsku v roce 1941. U praneteří lankraběnky byla nalezena unikátní pozůstalost této ženy: osobní předměty, textilie, vybavení jídelny, nábytek, ale také fotografie z majetku kunínských Fürstenbergů. 

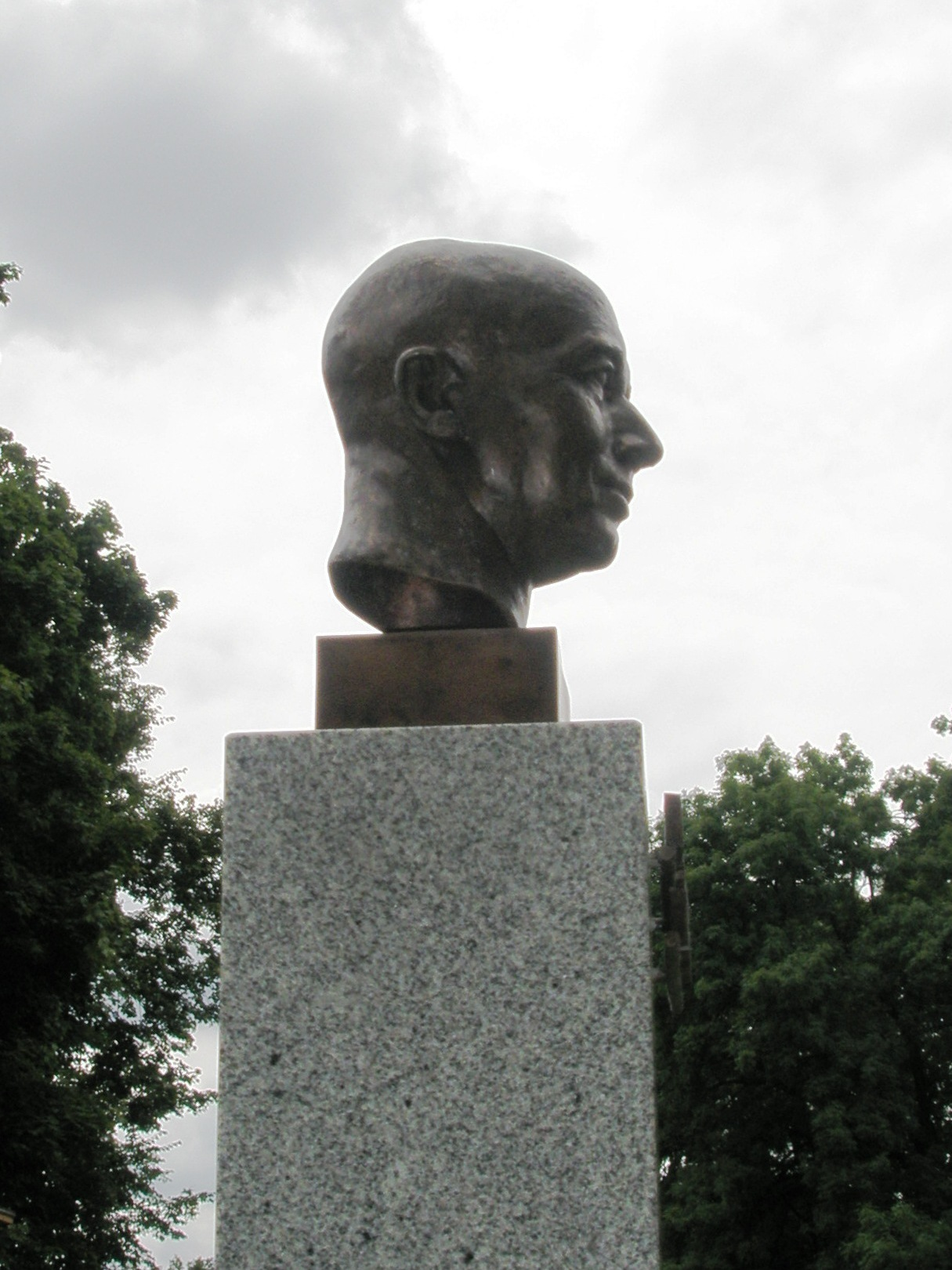
Busta Victora Bauera v areálu zámku

Zámek v Kuníně byl lankrabětem odprodán podnikatelské rodině rytířů Bauerů z Brna. Také pro ně byl spíše letním a prázdninovým sídlem. Poslední majitel zámku Dr. Victor Bauer zemřel v Kuníně v srpnu roku 1939. Jednalo se o mimořádnou osobnost. Zaobíral se myšlenkami sjednocené Evropy, udržoval vztahy s Adolfem Loosem, který měl pro něj vytvořit novou instalaci zařízení na zámku v Kuníně. Postavil pro něj slavnou vilu v Hrušovanech u Brna a provedl úpravy jeho sídla na zámečku v areálu brněnského výstaviště. Řadu kunínských sbírek rodina Bauerů přemístila na svůj další zámek ve Spálově na Novojičínsku a do brněnského hlavního sídla. 

### Devastace
Na konci 2. světové války zámek navštívili sovětští vojáci. Na koních jezdili po hlavním schodišti až do nejvyššího patra, obrazy rozbodávali bajonety, nábytek vyhazovali z oken, štípali, pálili, vzácné knihy ze zámecké knihovny používali jako toaletní papír. Následovaly nájezdy lidí z okolí, kteří v nechráněném objektu vylupovali zámecký mobiliář. Zbytek zubožených sbírek byl soustředěn do místnosti prvního patra, na který se zřítily stropy. Musela být proto povolána armáda, která vytahovala obrazy ze sutin a ty byly rozváženy do depozitářů hradů a zámků. Zámek poté sloužil jako ubytovna statku, vývařovna, sklad léků. V 70. letech 20. století zámek získala Vysoká škola veterinární Brno, která ho začala necitlivě upravovat na koleje pro své studenty.

### Obnova zámku
Na počátku 90. let zámek vypadal jako zřícenina. V roce 1999 získala zdevastovaný zámek do svého majetku obec Kunín, která ve spolupráci s Muzeem Novojičínska zahájila práce na rekonstrukci zámku s cílem navrátit do něj původní historické sbírky a zpřístupnit jej veřejnosti. Byly získány prostředky ze státních fondů a prostředky Evropské unie a velkou část investovala také obec. V září 2001 ze Spojených států přicestovali příslušníci rodu Bauerů, kteří poskytli fotografické materiály, dokumentující zařízení všech pokojů zámku před válkou. Do zámku tak bylo možné navrátit některé původní vybavení.  Zámek byl zpřístupněn veřejnosti v roce 2003. Je zde umístěna také část rodové galerie hrabat z Hohenemsu.
V květnu 2004 se hrabě Franz-Joseph Waldburg-Zeil spolu s vnuky posledního majitele zámku a příslušníky dalších starých rodů zúčastnil velké mše v kunínském kostele Povýšení svatého Kříže. Ostravsko-opavský biskup František Václav Lobkowicz zde sloužil velké Te Deum za obnovu zámku. 
V noci z 24. na 25. června 2009 byl zámek zatopen při ničivých bleskových povodních.